# Леми Килмистър
Иън Фрейзър „Леми“ Килмистър (на английски: Ian Fraser „Lemmy“ Kilmister) е английски музикант – певец и бас китарист, роден през 1945 година. Известен е като основател, вокал и басист на британската рок група Моторхед.
С характерната си външност (сляти бакенбарди и мустаци) и силно дрезгав глас, както и с типичния си „рокендрол“ начин на живот той се превръща в „култова икона“ от музикалната сцена на 70-те, 80-те, 90-те години на XX век и началото на XXI век.
Списание Хит Пърайдър го включва на 48-а позиция в листата си „100 Най-велики метъл вокалисти за всички времена“.

## Детство и ранни години
Леми Килмистър е роден на 24 декември 1945 година в Бърслем, част от Стоук он Трент, област Стафордшър в централна Англия. Баща му е бил военен свещеник към кралските военновъздушни сили. Родителите му се разделят, когато Леми е само на три месеца. Майка му и баба му първоначално се установяват в съседния на Стоук – Нюкасъл ъндър Лайм, а впоследствие се преместват в градчето Мейдли.
Когато е 10-годишен, майка му се омъжва за футболиста Джордж Уилис, който довежда две деца от предишния си брак – Патришия и Тони, с които Леми така и не се спогажда. Семейството се мести във ферма в Бенлех, графство Ангълси, северен Уелс. По това време Килмистър започва да показва интереса си към рокендрола, момичетата и конете. Той посещава училището „Томас Джонс“ в Амлух, където получава прякора Леми.
Леми Килмистър гледа изпълнение на Бийтълс в Крейвън Клъб, когато е 16-годишен. Вследствие той започва да свири на китара успоредно със звуците от първия им албум, изучавайки подробно акордите. Освен музиката им, му допада и саркастичното отношение на групата и по-специално това на Джон Ленън. Покрай поредното преместване на семейството, този път в Конуи, и приключването на основното му образование, Леми работи като общ работник на различни места, като успоредно свири в местни групи и прекарва време също и в училището по езда. На 17-годишна възраст, Леми се запознава с Кати, която е на почивка в района. Той заминава с нея в Стокпорт, където тя ражда син от него, кръстен Шон, който е даден за осиновяване.

## Леми: Филмът
Документален филм (рокументари – рокументален филм) за Леми Килмистър е официално обявен за издаване през 2010 година. Озаглавен е просто „Леми“ и е режисиран и продуциран от Грег Оливър и Уес Оршоски. Филмът се подготвя от две години и е заснет в комбинация от 16-милиметров филм и Хай-дефинишън видео формат. Лентата съдържа интервюта с очевидци, приятели и почитатели. Сред участниците са: Ози Озбърн, Слаш, Алис Купър, Дий Шнайдер, Стив Вай, Дейв Грол и др. Разказът на сюжета е поставен директно върху многобройните слухове и митове относно начина на живот на Леми.

## Дискография
За издания с Моторхед виж: Моторхед – Дискография
Като член на The Rockin' Vickers
- 1965 – „Zing! Went the Strings of My Heart“ / „Stella“ (7" single)
- 1965 – „It's Alright“ / „Stay By Me“ (7" single)
- 1966 – „Dandy“ / „I Don't Need Your Kind“ (7" single)
- 2000 – The Complete: It's Alright (compilation)

Като член на Sam Gopal
- 1969 – Escalator
- 1969 – „Horse“ / „Back Door Man“ (7" single)

Като член на Hawkwind
- 1972 – „Silver Machine“ / „Seven by Seven“ (7" single)
- 1972 – Glastonbury Fayre – contains „Silver Machine“ and „Welcome to the Future“
- 1972 – Greasy Truckers Party – contains „Born to Go“ and „Master of the Universe“
- 1972 – Doremi Fasol Latido
- 1973 – „Lord of Light“ / „Born to Go“ (7" single)
- 1973 – „Urban Guerrilla“ / „Brainbox Pollution“ (7" single)
- 1973 – Space Ritual
- 1974 – Hall of the Mountain Grill
- 1974 – „Psychedelic Warlords“ / „It's So Easy“ (7" single)
- 1975 – „Kings of Speed“ / „Motorhead“ (7" single)
- 1975 – Warrior on the Edge of Time
- 1983 – The Weird Tapes (live and out-takes, 1967 – 1982)
- 1984 – The Earth Ritual Preview EP
- 1985 – Bring Me the Head of Yuri Gagarin (live 1973)
- 1985 – Space Ritual#Volume 2 (live 1972)
- 1986 – Hawkwind Anthology (live and out-takes, 1967 – 1982)
- 1991 – BBC Radio 1 Live in Concert (live 1972)
- 1992 – The Friday Rock Show Sessions (live 1986)
- 1997 – The 1999 Party (live 1974)

Като член на Robert Calvert's band
- 1974 – „Ejection“ / „Catch a Falling Starfighter“ (7" single)
- 1974 – Captain Lockheed and the Starfighters
- 1980 – „Lord of the Hornets“ / „The Greenfly and the Rose“ (7" single)

Странични проекти
- 1990 – Lemmy & The Upsetters – Blue Suede Shoes
- 2000 – Lemmy, Slim Jim & Danny B – Lemmy, Slim Jim & Danny B
- 2006 – The Head Cat – Fool's Paradise
- 2006 – The Head Cat – Rockin' the Cat Club: Live from the Sunset Strip
- 2006 – Lemmy – Damage Case (Compilation)
- 2007 – Keli Raven & Lemmy Kilmister „Bad Boyz 4 Life“ (single).

Колаборации между групи
- 1979 – The Damned – „I Just Can't Be Happy Today“ / „Ballroom Blitz“ (with Lemmy on bass) / „Turkey Song“ (7" single) – available as bonus track on the reissued Machine Gun Etiquette album
- 1980 – The Young & Moody Band – „Don't Do That“ (7" & 12" single)
- 1981 – Headgirl (Motörhead & Girlschool) – St. Valentine's Day Massacre EP
- 1982 – Lemmy & Wendy O. Williams – Stand by Your Man EP
- 2007 – (Keli Raven) – & Lemmy Kilmister „Bad Boyz 4 Life“ (single / Video).

Благотворителни участия
- 1984 – Hear'n'Aid –
- 1985 – The Crowd – You'll Never Walk Alone (Bradford City F.C. Fire Disaster)

Гост
- 1988 – Albert Järvinen Band – Countdown
- 1989 – Nina Hagen – Nina Hagen
- 1992 – Bootsauce – Bull – guests on „Hold Tight“
- 1994 – Fast Eddie Clarke – It Ain't Over Till It's Over – guests on „Laugh at the Devil“.
- 1994 – Shonen Knife – Rock Animals – guests on „Tomato Head“ single remix (Track 3 – „Lemmy In There Mix“) – not the album track
- 1996 – Skew Siskin – Electric Chair Music
- 1996 – Ugly Kid Joe – Motel California
- 1996 – Myth Dreams of World – Stories of the Greek & Roman Gods & Goddesses
- 1996 – Skew Siskin – Voices from the War
- 1997 – The Ramones – We're Outta Here! – guests on „R.A.M.O.N.E.S.“
- 1999 – Jetboy – Lost & Found
- 1999 – Skew Siskin – What the Hell
- 1999 – A.N.I.M.A.L. – Usa Toda Tu Fuerza – guests on a version of AC/DC's „Highway to Hell“
- 2000 – Doro – Calling the Wild
- 2000 – Swing Cats – A Special Tribute to Elvis – guests on „Good Rockin' Tonight“, „Trying to Get to You“ and „Stuck On You“
- 2001 – The Pirates – Rock Bottom
- 2001 – Hair of the Dog – Ignite – guests on „Law“
- 2002 – Royal Philharmonic Orchestra, Mike Batt and guests – Philharmania – guests on „Eve of Destruction“
- 2003 – Ace Sounds – Still Hungry
- 2003 – Skew Siskin – Album of the Year
- 2004 – Probot – Probot – guests on „Shake Your Blood“
- 2005 – Throw Rag – 13 Ft. and Rising – guests on „Tonight the Bottle Let Me Down“
- 2006 – Doro – 20 Years A Warrior Soul – guests on „Love Me Forver“ & „All We Are“
- 2007 – The Warriors – Genuine Sense of Outrage – guests on „Price of Punishment“
- 2007 – Keli Raven single „Bad Boyz 4 Life“ (co-writer & guest vocalist)
- 2008 – Airbourne – Guest actor on Airbourne's „Runnin' Wild“ Music Video
- 2008 – We Wish You a Metal Christmas – Run Run Rudolph
- 2008 – Legacy – Girlschool album – Don't Talk to Me vocals, bass, triangle and lyrics.
- 2009 – Queen V – Death or Glory – guests on „Wasted“
- 2009 – Brütal Legend (video game) – The Kill Master (voice)
- 2010 – Slash – Slash – „Doctor Alibi“ (vocals and bass)

Участия в трибюти, саундтракове и различни сборни формации
- 1990 – Hardware: Original Soundtrack – contains „A Piece of Pipe“ by Kaduta Massi with Lemmy
- 1990 – The Last Temptation of Elvis: Blue Suede Shoes – contains „Blue Suede Shoes“ by Lemmy & The Upsetters
- 1994 – Airheads: Cameo on film and performing „Born to Raise Hell“ on the soundtrack
- 1997 – Dragon Attack: A Tribute to Queen – performs on „Tie Your Mother Down“
- 1998 – Thunderbolt: A Tribute to AC/DC – performs on „It's a Long Way to the Top“
- 1998 – ECW: Extreme Music – contains a cover of Metallica's „Enter Sandman“ by Lemmy and Zebrahead
- 2000 – Bat Head Soup – Tribute to Ozzy Osbourne – performs on „Desire“
- 2001 – Frezno Smooth: Original Soundtrack – contains a version of Twisted Sister's „Hardcore“ by Lemmy
- 2001 – A Tribute to Metallica: Metallic Assault – performs on „Nothing Else Matters“
- 2002 – Rise Above: 24 Black Flag Songs to Benefit the West Memphis Three – performs on „Thirsty & Miserable“
- 2002 – Metal Brigade – performs on „Good Rockin' Tonight“ by Lemmy and Johnny Ramone
- 2005 – Numbers from the Beast: An All Star Salute to Iron Maiden – performs on „The Trooper“
- 2005 – Metal: A Headbangers Journey
- 2006 – Flying High Again: The World's Greatest Tribute to Ozzy Osbourne – Performs „Desire“ with Richie Kotzen
- 2006 – Cover Me in '80s Metal (Fantastic Price Records) – Metal artists covering the hits of others. Performs AC/DC's „It's a Long Way to the Top“.
- 2006 – Butchering The Beatles – Performs „Back in the USSR“.
- 2009 – Flip Skateboards Presents Extremely Sorry – Performs „Stand By Me“ with Baron and Dave Lombardo.